# Hurlevent de Brekka
Hurlevent de Breka (né le 15 mai 1995) est un étalon bai de pure race Selle français, fils de Quidam de Revel. Issu de l'élevage de Brekka à Colomby, il est longtemps un étalon reproducteur national pour les Haras nationaux français.

## Histoire
Hurlevent de Breka naît le 15 mai 1995 dans l'élevage de Brekka, appartenant à Pierre et Marie-Ange Le Boulanger, à Colomby, dans la Manche, en Normandie. Cet élevage a été subitement médiatisé à la suite du cadeau diplomatique de Vésuve de Brekka, mais il tient historiquement davantage de notoriété grâce aux « talents de reproducteur » de Hurlevent de Brekka.
Ce jeune étalon est classé dans des Grands prix de saut d'obstacles en France au niveau national, avant d'être consacré à la reproduction, à l'âge de 9 ans. Il devient disponible comme étalon reproducteur national à partir de 2001. Depuis la fin de la mission d'étalonnage public des haras nationaux, il est géré par France Étalon, restant la propriété de l'Institut français du cheval et de l'équitation.

## Description
Hurlevent de Breka est un étalon bai, inscrit au stud-book du Selle français. Il toise 1,72 m, et présente 51 % d'ancêtres Pur-sang. Il fait partie des fils de Quidam de Revel ayant le plus de cadre. Il présente beaucoup de force, et un caractère considéré comme bon.
Il atteint un indice de saut d'obstacles (ISO) de 124.

## Origines
Hurlevent de Breka est un fils de l'étalon Quidam de Revel et de la jument Carmen III, par Quat'Sous,,. C'est un demi-frère par sa mère de Guépard de Brekka, ISO 165. il est inscrit comme Selle français section A, ce qui signifie qu'il ne compte pas de croisements étrangers sur 4 générations dans son pedigree.

## Descendance
Hurlevent de Breka est réputé transmettre de l'amplitude et de belles allures à sa descendance. Il est le père, entre autres, de Quick du Potier (ISO 170), Ondine du logis (ISO 162), Radja des Fontaines (ISO 152), Viking du Bary (un jeune étalon prometteur, mort prématurément à l'âge de 9 ans),de Roc Méranière et du vice-champion 2011 des mâles Selle français de 3 ans, Urlevent du Bary,.